# Dzień wielkiej ryby
Dzień wielkiej ryby – polski film psychologiczny z 1996 roku w reżyserii Andrzeja Barańskiego. Scenariusz powstał w oparciu o zbiór opowiadań Kornela Filipowicza.
Zdjęcia plenerowe nakręcone zostały w województwie lubelskim w następujących lokacjach: Mięćmierz, okolice Wilkowa, Końskowola (kościół św. Anny), Wisła w rejonie Kazimierza Dolnego, Wąwolnica, Klementowice (stacja PKP), Wyspa Krowia na Wiśle pod wsią Podgórz.

## Fabuła
Po 30 latach nieobecności Jan, mężczyzna w średnim wieku przyjeżdża do miasteczka, żeby łowić ryby. Okazuje się, że tam przed laty poznał Irenę, która mogła odmienić jego życie, a Jan do tego nie dopuścił. Dopiero teraz uświadamia sobie, że gdyby wtedy uległ, to wszystko byłoby inaczej.

## Obsada
- Jan Peszek – Jan
- Joanna Brodzik – Irena
- Beata Tyszkiewicz – Zofia
- Jan Frycz – "Prezes"
- Anna Majcher – żona "Prezesa"
- Władysław Kowalski – mąż Ireny
- Jan Wieczorkowski – Jan w młodości
- Roman Kłosowski – teść "Prezesa"
- Jerzy Cnota – wędkarz
- Irena Burawska – starsza pani
- Paweł Nowisz – Artur
- Leszek Zduń – Emil
- Jarosław Gruda – wędkarz
- Aleksandra Woźniak – córka mecenasa
- Ryszard Chlebuś – właściciel restauracji
- Monika Sołubianka – bileterka
- Mirosław Kowalczyk – kochanek żony "Prezesa"
- Irena Burawska – staruszka mieszkająca naprzeciwko hotelu
- Marek Walczewski – mecenas